# Гранд-Енкемпмент
Гранд-Енкемпмент (англ. Encampment) — місто (англ. town) в США, в окрузі Карбон штату Вайомінг. Населення — 452 особи (2020).

## Географія
Гранд-Енкемпментт розташований за координатами 41°12′32″ пн. ш. 106°47′41″ зх. д. / 41.20889° пн. ш. 106.79472° зх. д. (41.208758, -106.794819).  За даними Бюро перепису населення США в 2010 році місто мало площу 4,14 км², уся площа — суходіл.

### Клімат
Місто знаходиться у зоні, котра характеризується вологим континентальним кліматом з теплим літом. Найтепліший місяць — липень із середньою температурою 16.7 °C (62 °F). Найхолодніший місяць — січень, із середньою температурою -6.1 °С (21 °F).
| Клімат Гранд-Енкемпмента | Клімат Гранд-Енкемпмента | Клімат Гранд-Енкемпмента | Клімат Гранд-Енкемпмента | Клімат Гранд-Енкемпмента | Клімат Гранд-Енкемпмента | Клімат Гранд-Енкемпмента | Клімат Гранд-Енкемпмента | Клімат Гранд-Енкемпмента | Клімат Гранд-Енкемпмента | Клімат Гранд-Енкемпмента | Клімат Гранд-Енкемпмента | Клімат Гранд-Енкемпмента | Клімат Гранд-Енкемпмента |
| Показник                 | Січ.                     | Лют.                     | Бер.                     | Квіт.                    | Трав.                    | Черв.                    | Лип.                     | Серп.                    | Вер.                     | Жовт.                    | Лист.                    | Груд.                    | Рік                      |
| Абсолютний максимум, °C  | 6,7                      | 6,3                      | 10,4                     | 15,5                     | 20,6                     | 26                       | 28                       | 28,3                     | 24,7                     | 16,9                     | 12,4                     | 7,6                      | 28,3                     |
| Середній максимум, °C    | 0                        | 2                        | 5                        | 11                       | 17                       | 22                       | 26                       | 25                       | 21                       | 15                       | 6                        | 1                        | 13                       |
| Середня температура, °C  | −6                       | −4                       | −1                       | 3                        | 8                        | 13                       | 16                       | 16                       | 11                       | 6                        | −1                       | −5                       | 5                        |
| Середній мінімум, °C     | −12                      | −11                      | −8                       | −4                       | 0                        | 4                        | 7                        | 7                        | 2                        | −2                       | −7                       | −11                      | −2                       |
| Абсолютний мінімум, °C   | −17,1                    | −15,3                    | −13,1                    | −8,2                     | −1                       | 2,5                      | 4,5                      | 4,2                      | −0,8                     | −6,1                     | −12,8                    | −16,9                    | −17,1                    |
| Норма опадів, мм         | 20                       | 20                       | 30                       | 40                       | 40                       | 30                       | 30                       | 30                       | 30                       | 30                       | 20                       | 20                       | 360                      |
| Днів з опадами           | 5                        | 5                        | 8                        | 8                        | 8                        | 7                        | 7                        | 7                        | 6                        | 5                        | 6                        | 5                        | 77                       |
| ------------------------ | ------------------------ | ------------------------ | ------------------------ | ------------------------ | ------------------------ | ------------------------ | ------------------------ | ------------------------ | ------------------------ | ------------------------ | ------------------------ | ------------------------ | ------------------------ |
| Джерело: Weatherbase     |                          |                          |                          |                          |                          |                          |                          |                          |                          |                          |                          |                          |                          |

## Демографія
Згідно з переписом 2010 року, у місті мешкало 450 осіб у 227 домогосподарствах у складі 128 родин. Густота населення становила 109 осіб/км².  Було 371 помешкання (90/км²).
Расовий склад населення:
| - 97,1 % — білих - 0,7 % — корінних американців |

До двох чи більше рас належало 1,6 %. Частка іспаномовних становила 1,6 % від усіх жителів.
За віковим діапазоном населення розподілялося таким чином: 17,6 % — особи молодші 18 років, 58,8 % — особи у віці 18—64 років, 23,6 % — особи у віці 65 років та старші. Медіана віку мешканця становила 51,6 року. На 100 осіб жіночої статі у місті припадало 113,3 чоловіків;  на 100 жінок у віці від 18 років та старших — 112,0 чоловіків також старших 18 років.
Середній дохід на одне домашнє господарство  становив 61 608 доларів США (медіана — 42 083), а середній дохід на одну сім'ю — 65 662 долари (медіана — 42 500). За межею бідності перебувало 28,8 % осіб, у тому числі 49,4 % дітей у віці до 18 років та 17,2 % осіб у віці 65 років та старших.
Цивільне працевлаштоване населення становило 223 особи. Основні галузі зайнятості: сільське господарство, лісництво, риболовля — 20,2 %, виробництво — 15,2 %, транспорт — 14,8 %.
За даними перепису 2000 року,
на території муніципалітету мешкало 443 людей, було 209 садиб та 137 сімей.
Густота населення становила 106,9 осіб/км². Було 336 житлових будинків.
З 209 садиб у 23,0% проживали діти до 18 років, подружніх пар, що мешкали разом, було 56,9%,
садиб, у яких господиня не мала чоловіка — 2,9%, садиб без сім'ї — 34,4%.
Власники 32,1% садиб мали вік, що перевищував 65 років, а в 12,9% садиб принаймні одна людина була старшою за 65 років.
Кількість людей у середньому на садибу становила 2,12, а в середньому на родину 2,64.
Середній річний дохід на садибу становив 29 444 доларів США, а на родину — 37 083 доларів США.
Чоловіки мали дохід 36 786 доларів, жінки — 19 375 доларів.
Дохід на душу населення був 20 632 доларів.
Приблизно 9,1% родин та 12,8% населення жили за межею бідності.
Серед них осіб до 18 років було 19,6%, і понад 65 років — 12,0%.
Середній вік населення становив 47 років.